# Radio Vatican

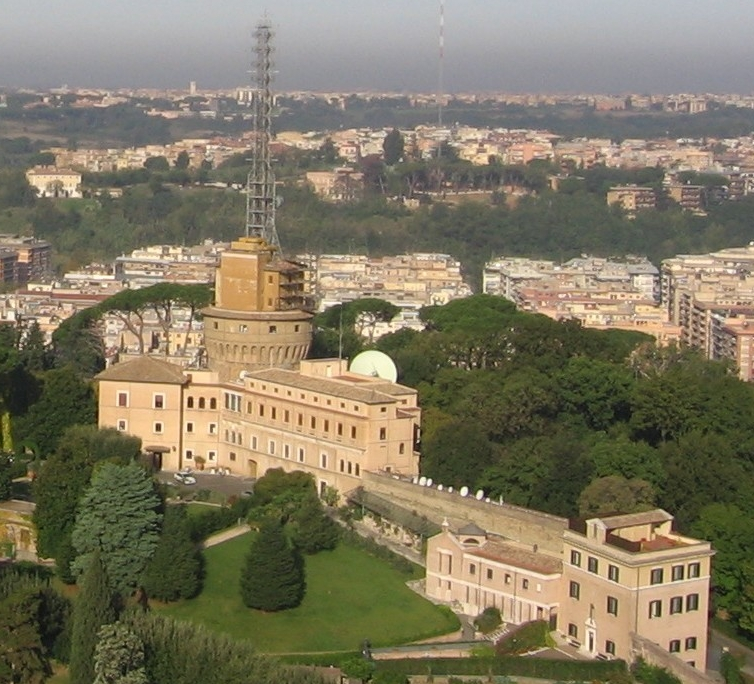
Clădirea de unde se transmite postul de radio din Vatican.

Radio Vatican (latină Statio Radiophonica Vaticana) a fost înființat în 1931 de către Guglielmo Marconi și inaugurat pe 12 februarie 1931, în prezența Papei Pius al XI-lea. 
Radio Vatican și-a deschis sediul principal în 1951 la Santa Maria di Galeria, o localitate aflată la 30 de kilometri de Roma, pe un teren de aproximativ 440 de hectare (de zece ori mai mare decât suprafața Statului Vatican).
În prezent, programele sale sunt oferite în 47 de limbi și sunt transmise pe unde scurte (inclusiv DRM), unde medii, FM, satelit și Internet.
La Radio Vatican există și o secție de limba română, înființată în 1947, condusă în prezent de Monseniorul Anton Lucaci. Este singurul preot catolic român al redacției, ceilalți fiind ortodocși români. Emisiunile în română se transmit zilnic, între 21-21.20, ora României, și sunt reluate a doua zi de dimineață între 7.20-7.40. Transmisia este pe unde scurte, de 41-49 mHz (pe frecvențele de 7.365-6.185 kHz) și pe undele medii, de 1.260-1.611 kHz, precum și în direct, via Internet. Pe internet, emisiunile pot fi ascultate la orice oră. pe adresa http://www.radiovaticana.org/rom/index.asp Arhivat în 19 noiembrie 2011, la Wayback Machine..